# Cheval gris galopant dans un champ
Cheval gris galopant dans un champ (anglais : A Grey Horse galloping in a field), est une peinture à l'huile sur toile du peintre anglais George Stubbs, créée en 1793, probablement pour George IV, qui était alors prince de Galles. 
Il s'agit du portrait d'un cheval gris au galop. Il fait désormais partie de la Royal Collection.

## Réalisation

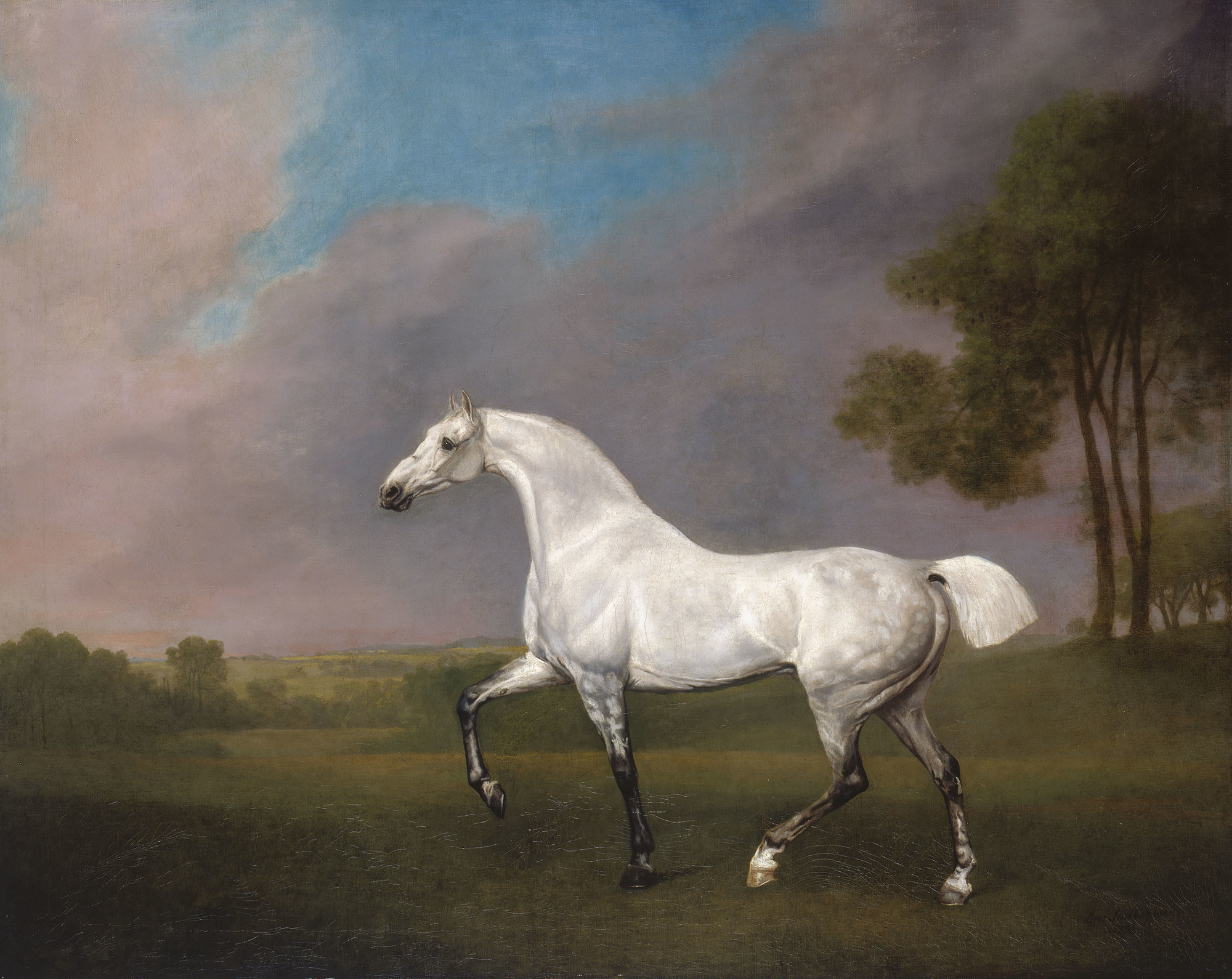
Le même cheval, également peint par Stubbs, cette fois au pas.

Le tableau est créé en 1793, peut-être pour répondre à une commande de George IV. Le cheval qui est le sujet de ce tableau a été peint une seconde fois par Stubbs en train de marcher.
Millar a proposé en 1969 une identification de ce cheval à Grey Trentham, élevé par le 3e comte d'Egremont ; cependant il n'y a pas d'explication plausible à une commande par le prince George IV de deux portraits d'un cheval qui ne lui appartient pas.
Une autre hypothèse serait qu'il s'agisse d'un des deux « chevaux de Barbarie » que le prince de Galles a reçu en 1791 du souverain du Maroc, après un transport par Gibraltar.

## Description

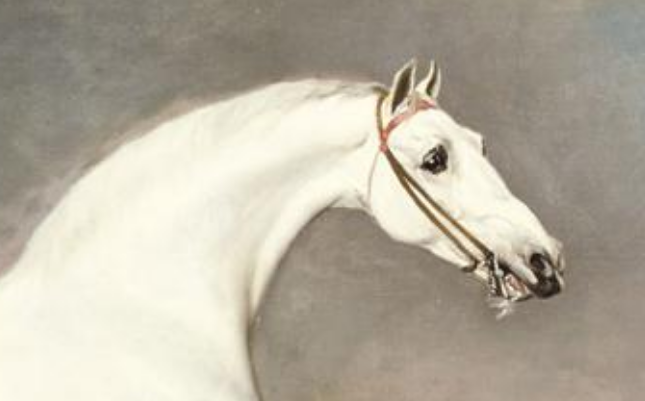
Détail du tableau

C'est le portrait d'un cheval gris portant une bride, mais pas de selle. Il semble s'exercer dans un champ. Stubbs a très rarement peint des chevaux au galop, préférant les postures statiques.
Le cheval est dépeint au galop libre, mais la représentation du galop est inexacte, les chevaux n’ayant en réalité jamais de phase durant laquelle leurs quatre pieds quittent le sol.
Le tableau mesure 102,2 × 127,3 cm. Il est daté et signé, sous la forme Geo: Stubbs. / pinxit 1793.

## Historique
Il est exposé à la Queen's Gallery de Londres en 1966 et 1967. Ce tableau est désormais visible dans la Royal Collection.